# سيريل بوس
سيريل بوس (بالفرنسية: Cyril Bos)‏ مواليد 26 سبتمبر 1972 في فرنسا، هو دراج فرنسي سابق. سبق أن شارك في دورة الألعاب الأولمبية الصيفية.

## الميداليات
| الميدالية | المسابقة                               |
| --------- | -------------------------------------- |
| فضية      | بطولة العالم للدراجات على المضمار 1996 |
| فضية      | بطولة العالم للدراجات على المضمار 1999 |
| برونزية   | بطولة العالم للدراجات على المضمار 2000 |

## روابط خارجية
- سيريل بوس على موقع أرشيف الدراجات (الإنجليزية)
- سيريل بوس على موقع إحصائيات الدراجات الإحترافية (الإنجليزية)
- سيريل بوس على موقع أوليمبيديا (الإنجليزية)